# Пјетро Серантони
Пјетро Серантони (12. децембар 1906 — 6. октобар 1964) био је италијански фудбалски везни играч и тренер.
Рођен у Венецији, Серантони је играо за Венецију, Интер (1928–1934), Јувентус (1934–1936), Рому (1936–1940) и Сузару.
Освојио је две титуле италијанског првака, са Интером 1930. године (прво првенство Серије А у историји клуба) и са Јувентусом 1936. године.
Серантони је одиграо 16 утакмица са репрезентацијом Италије, и освојио је Централноевропски међународни куп 1933–35. и Светско првенство у фудбалу 1938. године.